# Marc Hirschi
Marc Hirschi (ur. 24 sierpnia 1998 w Bernie) – szwajcarski kolarz szosowy.

## Osiągnięcia
Opracowano na podstawie:

2016
- 1. miejsce w mistrzostwach Szwajcarii juniorów
- 1. miejsce w klasyfikacji punktowej GP Général Patton
- 2. miejsce w mistrzostwach Europy juniorów

2017
- 1. miejsce w klasyfikacji górskiej Le Triptyque des Monts et Chateaux
- 1. miejsce w mistrzostwach Szwajcarii do lat 23 (jazda ind. na czas)
- 3. miejsce w mistrzostwach Europy do lat 23
- 1. miejsce w Tour du Jura

2018
- 1. miejsce w klasyfikacji młodzieżowej Tour de l’Ain
- 1. miejsce w mistrzostwach Europy do lat 23
- 1. miejsce w mistrzostwach świata do lat 23

2019
- 3. miejsce w Clásica de San Sebastián
- 1. miejsce w klasyfikacji młodzieżowej Deutschland Tour

2020
- 1. miejsce na 12. etapie Tour de France
- 3. miejsce w mistrzostwach świata (start wspólny)
- 1. miejsce w La Flèche Wallonne
- 2. miejsce w Liège-Bastogne-Liège

2021
- 2. miejsce w mistrzostwach Szwajcarii (jazda indywidualna na czas)
- 2. miejsce w Tour de Luxembourg
  - 1. miejsce na 2. etapie
- 2. miejsce w Veneto Classic

2022
- 1. miejsce w Per sempre Alfredo
- 3. miejsce w Settimana Internazionale di Coppi e Bartali
- 1. miejsce w Grosser Preis des Kantons Aargau
- 1. miejsce w Giro di Toscana
- 1. miejsce w Veneto Classic

2023
- 4. miejsce w Eschborn-Frankfurt
- 1. miejsce w Tour de Hongrie
  - 1. miejsce na 3. etapie
- 1. miejsce w Giro dell’Appennino
- 2. miejsce w Grosser Preis des Kantons Aargau
- 1. miejsce w mistrzostwach Szwajcarii (start wspólny)

## Rankingi
| Rok             | 2017 | 2018 | 2019 | 2020 | 2021 | 2022 | 2023 | 2024 |
| --------------- | ---- | ---- | ---- | ---- | ---- | ---- | ---- | ---- |
| World Ranking   | 579. | 110. | 95.  | 10.  | 67.  | 60.  | 12.  | 6.   |
| UCI Europe Tour | 385. | 52.  | 77.  | 9.   | 56.  | 51.  | 12.  | 5.   |
|                 |      |      |      |      |      |      |      |      |
| Źródło: UCI     |      |      |      |      |      |      |      |      |